# Jan ze Žatce
Jan ze Žatce, známý též jako Jan ze Šitboře nebo Jan z Teplé (asi 1350 Šitboř – 1414 nebo 1415 Praha) byl literát, pedagog, městský písař, městský notář a správce městské školy v Žatci. Své hlavní dílo, Oráč z Čech (Der Ackermann aus Böhmen), napsal německy, ale ovládal i český jazyk. Složil z různých citátů latinské čtení o sv. Jeronýmovi. V žatecké městské kanceláři založil několik městských knih. Ze Žatce odešel roku 1411, kdy byl povolán na místo protonotáře Nového Města pražského.

## Život
O identitě autora skladby Oráč z Čech panovala dlouho nejistota. V písemnostech žatecké městské kanceláře z konce 14. a začátku 15. století se vyskytují ve funkci městského písaře Jan ze Šitboře a Jan z Teplé. Teprve na přelomu 20. a 30. let 20. století se podařilo nezávisle na sobě F. M. Bartošovi a německým badatelům Aloisi Berntovi a Karlu Beerovi dospět k závěru, že se jedná o jednu osobu, která střídavě používala oba přídomky. Jméno Jan ze Žatce, stejně jako název Oráč z Čech (Ackermann aus Böhmen), vznikly až v 19. století.

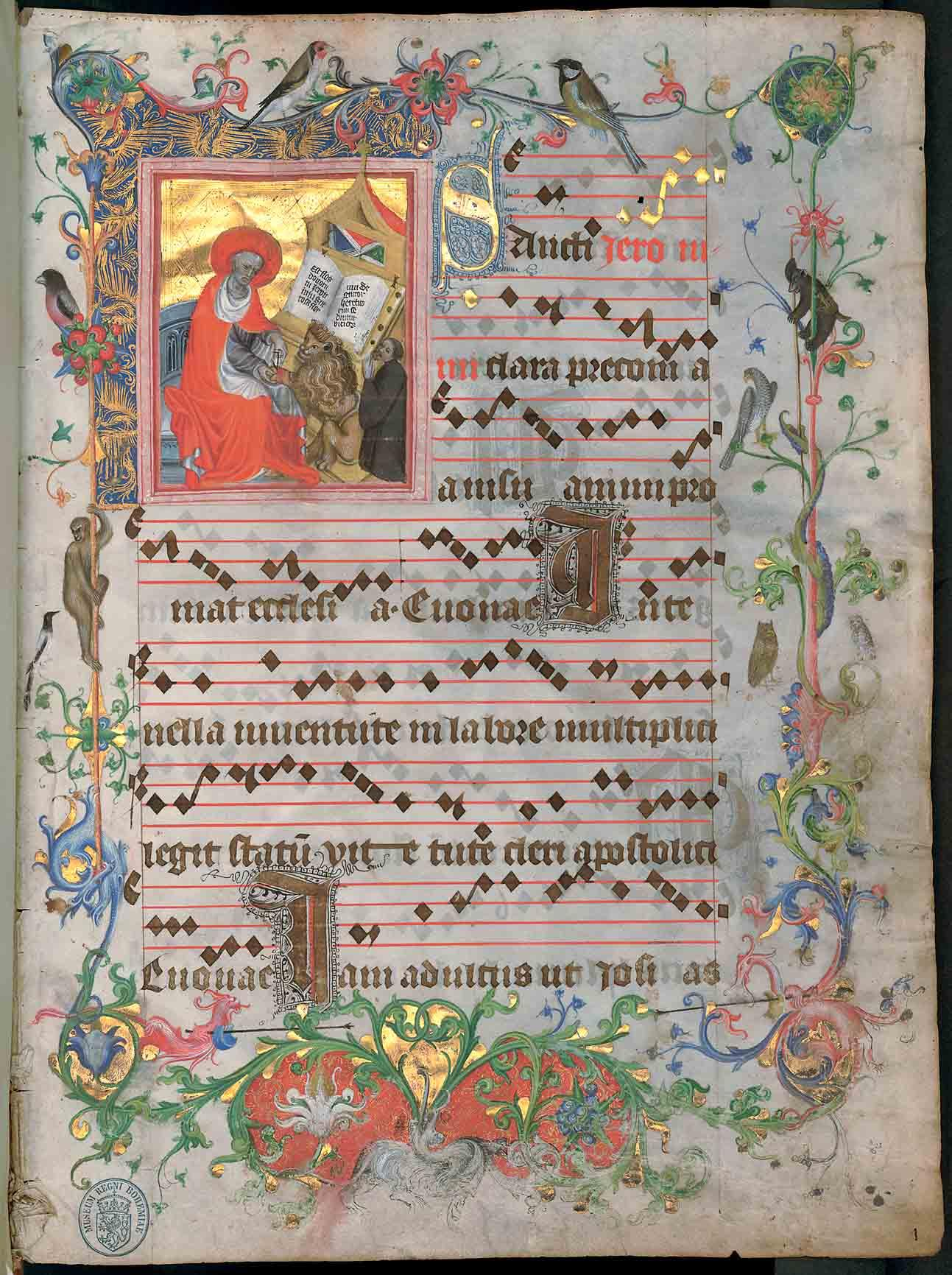
Officium sv. Jeronýma. Jako donátor zobrazen Jan ze Žatce

 O Janových mladých letech není nic známo. Podle přídomků se předpokládá, že se narodil ve vesnici Šitboř a v Teplé buď získal základní vzdělání nebo zde sám pedagogicky působil. Pravděpodobně studoval na pražské univerzitě, vyloučeno není ani jeho studium v zahraničí, nejčastěji se uvažuje o Paříži. Do Žatce přišel nejspíš na přelomu 70. a 80. let 14. století. Poprvé je zde jeho pobyt doložen v roce 1383, kdy byl zřejmě z jeho podnětu v žatecké městské kanceláři založen kopiář, do něhož se zapisovala královská privilegia a další pro město důležité právní akty. V zápisu o založení kopiáře je Jan z Teplé charakterizován jako rektor školy a městský notář.

Jan se během svého života v Žatci stal jednou z nejvýznamnějších osobností města, což dokládají jeho ekonomické aktivity. Vlastnil dům naproti škole, tedy v dnešní ulici Josefa Hory naproti budově Střední odborné školy stojící na místě staré městské školy. Zadní trakt domu sousedil s městskými hradbami. Město zde Janovi v roce 1389 povolilo postavit věž, kterou musel v případě obležení poskytnout městské hotovosti k dispozici. Jan rovněž vlastnil pozemek, na němž pěstoval vinnou révu a ovoce. Žatecký notář měl zřejmě i dobré vztahy s dvorem. Roku 1404 obdržel od Václava IV. výsadu, že může vybírat od každého přespolního řezníka, který prodává na žateckém trhu maso, stříbrný groš. V žatecké kanceláři jsou s jeho osobou spojeny ještě nejméně dvě další městské knihy, kopiář a formulář, které jsou známé jen z edic. V roce 1411 Jan ze Žatce odešel; získal místo protonotáře na Novém Městě pražském. 

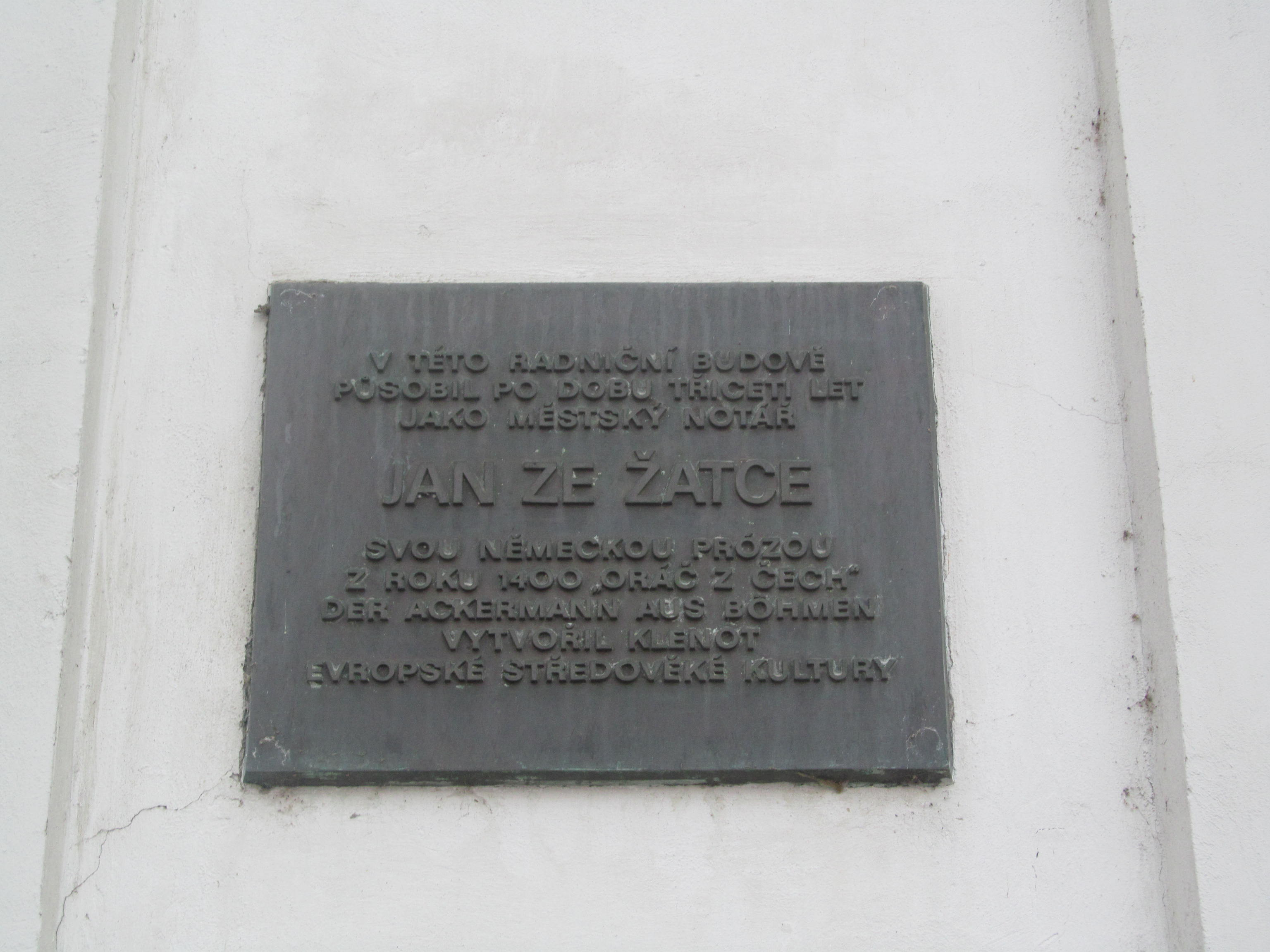
Pamětní deska Jana ze Žatce na žatecké radnici

 Zde na začátku roku 1413 onemocněl a v dubnu 1415 již nežil.
Z pozůstalostního řízení je známo, že Jan měl pět dětí. Nejméně tři z nich, duchovní neznámého jména, Jiří a Cristinella, která sama byla už v roce 1408 vdovou, byly v době jeho úmrtí plnoleté. Přežila ho druhá manželka jménem Klára. První manželku jménem neznáme. Nelze prokázat, že se jmenovala Markéta, jejíž smrt Oráč oplakává v Janově skladbě.
V roce 1404 nechal Jan pro oltář v městském kostele v Chebu pořídit iluminovaný rukopis Officium sv. Jeronýma, jehož text snad sám složil. Na jednom z předních folií je vyobrazení světce a donátora, v němž je spatřován portrét Jana ze Žatce. Od roku 1990 je na průčelí žatecké radnice umístěna pamětní deska, která Janovo působení ve městě připomíná. V areálu bývalé Kapucínské zahrady v Žatci je i pomníček s jeho bustou.

## Dílo
Jeho nejvýznamnějším dílem je německy psaný Oráč z Čech (Der Ackermann aus Böhmen), který představuje jedno ze základních děl pozdně středověké německé literatury. Někdy bývá také nazýván jako Oráč a Smrt (Der Ackermann und der Tod). Jan tuto velmi vzácnou literární památku napsal asi kolem roku 1400. Roku 1460 se stala jednou z prvních vytištěných německých knih. Obsahem knihy je dialog mezi Oráčem a personifikovanou Smrtí o smyslu života.